# رلوکتانس
رِلوکتانس (Reluctance) یا مقاومت مغناطیسی، در مهندسی برق و در مبحث الکترومغناطیس، کمیتی است که برای تحلیل مدارهای مغناطیسی استفاده می‌شود. این پارامتر از لحاظ ریاضی مشابه مقاومت الکتریکی در مدارهای الکتریکی است و کار تحلیل مدارهای مغناطیسی را آسان می‌کند.
رلوکتانس را معمولاً با {\displaystyle \scriptstyle {\mathcal {R}}} نمایش می‌دهند.

## تاریخچه
اولین بار در سال ۱۸۸۸ الیور هویساید کلمه رلوکتانس را بکار برد. البته مقاومت مغناطیسی پیشتر در سال ۱۸۴۰ توسط جیمز ژول بکار رفته بود. ایده شار مغناطیسی، مشابه قانون اهم برای مدار الکتریکی، توسط هنری آگوستوس روولاند در سال ۱۸۷۳ در یک مقاله منتشر شد.هنری آگوستوس روولاند همچنین در سال ۱۸۸۰ مفهوم نیروی محرکه مغناطیسی (به انگلیسی: magnetomotive force) را معرفی کرد.

## تعریف
رلوکتانس در یک مدار مغناطیسی عبارت است از نسبت نیروی محرکه مغناطیسی، به شار مغناطیسی کل:
{\displaystyle {\mathcal {R}}={\frac {\mathcal {F}}{\Phi }}}
که در آن
{\displaystyle {\mathcal {R}}} رلوکتانس بر حسب آمپر دور بر وبر است.
{\displaystyle {\mathcal {F}}} نیروی محرکه مغناطیسی برحسب آمپر دور است.
Φ شار مغناطیسی بر حسب وبر می‌باشد.
هوا و آب دارای رلوکتانس زیادی هستند ولی فلزاتی که به راحتی خاصیت مغناطیسی پیدا می‌کنند، (همچون آهن نرم) دارای رلوکتانس کمی هستند.
رلوکتانس یک عنصر (قطعه) مغناطیسی در یک مدار مغناطیسی یکنواخت را می‌توان از رابطهٔ زیر یافت:
{\displaystyle {\mathcal {R}}={\frac {l}{\mu _{0}\mu _{r}A}}}
که در آن:
l طول قطعه (عنصر) مغناطیسی بر حسب متر است.
{\displaystyle \mu _{0}} ثابت تراوایی خلأ بر حسب هانری بر وبر است.
{\displaystyle \mu _{r}} تراوایی نسبی قطعه (عنصر) مغناطیسی است (بدون بُعد)
A سطح مقطع مقابل شار مغناطیسی است (بر حسب متر مربع)

## پرمانس
همچنین معکوس (وارون) رلوکتانس را پِرمِآنس (Permeance) می‌نامند.
{\displaystyle {\mathcal {P}}={\frac {1}{\mathcal {R}}}}